# Rondibilis jeanvoinei
Rondibilis jeanvoinei es una especie de escarabajo longicornio del género Rondibilis, tribu Acanthocinini, subfamilia Lamiinae. Fue descrita científicamente por Pic en 1927.

## Descripción
Mide  milímetros de longitud.

## Distribución
Se distribuye por Laos y Vietnam.